# Београдска митрополија
Београдска митрополија је била црквена област у Кнежевини Србији односно Краљевини Србији од 1831. до 1920.
У периоду од 1831. до 1879. била је самоуправна (аутономна) црквена област под врховним старешинством Цариградске патријаршије. Црквену самосталност (аутокефалност) стекла је канонским путем 1879. године и као таква је 1920. године ушла у састав уједињене Српске православне цркве. Архиепископска катедра налазила се при Саборном храму Светог арханђела Михаила у Београду, а поглавари митрополије носили су наслов: „архиепископ београдски и митрополит Србије”.

## Историја
Након преговора између Кнежевине Србије и Цариградске патријаршије који су вођени током 1831. године, канонским путем је донета одлука о стварању самоуправне Београдске митрополије као црквене области за целокупно подручје Кнежевине Србије. За првог поглавара Београдске митрополије постављен је дотадашњи архимандрит Мелентије Павловић коме је додељен наслов: архиепископ београдски и митрополит Србије. При богослужењима митрополит је и даље спомињао цариградског патријарха, а митрополита сви епископи у Србији.
Године 1879. Београдска митрополија је постала потпуно самостална (аутокефална) црквена област пошто је од Цариградске патријаршије канонским путем стекла пуну црквену аутокефалност. Тада је у састав Београдске митрополије ушла Епархија нишка.
Противно ставу Светог архијерејског синода и потребама Православне цркве у Краљевини Србији, влада Милутина Гарашанина је 1886. године издејствовала и спровела укидање двају српских православних епархија, Шабачке и Неготинске. Главни заговорник укидања је био Милан Кујунџић Абердар, тадашњи министар просвете и црквених дела. Одмах након пада Гарашанинове и Кујунџићеве владе, Свети архијерејски синод је у јесен 1887. године затражио да се ове епархије обнове, али то је учињено тек 1891. и 1898. године.
Након ослободилачких ратова (1912-1913) покренути су преговори са Цариградском патријаршијом о прикључењу епархија у ослобођеним областима, али почетне преговоре је омело избијање Првог светског рата и они су настављени тек након 1918. године, а окончани су успешно током 1920. године, стварањем уједињене Српске православне цркве.

## Устројство
У саставу Београдске митрополије налазиле су се епархије Београдска, Ужичка и Шабачка, нешто касније и Тимочка епархија, а послије присаједињења (1878) и Нишка епархија. У 20. вијеку постојале су сљедеће епархије: Београдска (Београд), Шабачка (Шабац), Жичка (Чачак), Нишка (Ниш) и Тимочка (Зајечар). Београдски епископ је био архиепископ и митрополит Србије.
Након балканских ратова (1912—1913) у под привремену управу Београдске митрополије потпале су и епархије у ослобођеним крајевима: Рашко-призренска, Скопска, Велешко-дебарска и мањи делови неких других епархија Цариградске патријаршије.
Архијерејски сабор је био највиша црквена власт у Краљевини Србији. Предсједник му је био митрополит, а чланови сви епархијски епископи. Редовно се састајао једанпут годишње у прољеће или јесен. Сједницама је обично присуствовао и референт за црквене послове при Министарству просвјете, а касније главни начелник Министарства вјера. Поред вјерских, духовно-дисциплинских, литургијских и вјеронаучних послова, у дјелокруг Архијерејског сабора спадао је и избор епископâ, организовање епархија, парохија и манастира, те руковање црквеним фондовима и утицање на доношење државних закона и уредаба за Цркву и свештенство. Осим тога, као црквено-судска власт, Сабор је судио и расправљао све међусобне размирице епископâ и митрополита, као и њихове кривице и брачне спорове краља и чланова Краљевскога дома.
Духовни суд (конзисторија) је постојао у свакој епархији као стална судска и управна власт. Предсједник му је био један протопрезвитер, а чланови најмање два редовна и неколико почасних судија свештеника и калуђера. Именовао их је краљ на предлог епископа и министра вјера. Велики духовни суд је био призивна (апелациона, жалбена) власт против одлука духовних судова. Сједиште му је било у Београду, а предсједник му је био један епископ кога је Архијерејски сабор бирао на годину дана. Чланови су обично били по један окружни прота или архимандрит из сваке епархије, а секретар референт за црквене послове при Министарству просвјете. Именовао их је краљ.

### Епархије
У саставу Београдске митрополије биле су се следеће епархије:
| Епархија                  | Сједиште | Напомене |
| ------------------------- | -------- | --- |
| Београдска епархија       | Београд  | Раније називана и Сервијска епархија; данас Архиепископија београдско-карловачка |
| Жичка епархија            | Чачак    | Епархија се до 26. јуна 1884. звала Ужичка Данас сједиште у Краљеву |
| Шабачка епархија          | Шабац    | Једно време (1886—1898) епархија је била укинута и припојена Београдској |
| Тимочка епархија          | Зајечар  | формирана после 1833, а извесно време (1886—1891) је била укинута и припојена Нишкој Пре формирања територија епархије је била у саставу цариградске Видинске и мањим делом Нишке епархије                        |
| Нишка епархија            | Ниш      | додата 1879. 1. новембра 1880. проширена припајањем дотадашње Нишавске (пиротске) епархије |
| Нишавска епархија         | Пирот    | додата 1879. 1. новембра 1880. укида се као засебна епархија и припаја се Нишкој епархији |
| Епархија рашко-призренска | Призрен  | администрација од 1912. (статус решен 1920.) |
| Скопска епархија          | Скопље   | администрација од 1912. (статус решен 1920.) |
| Велешко-дебарска епархија | Кичево   | администрација од 1912. (статус решен 1920.) Тадашњи викарни епископ ове епархије је истовремено управљао и српским деловима суседних епархија: Преспанско-охридске, Пелагонијске, Воденске, Пољанске и Струмичке |

## Митрополити (1831—1920)
| Портрет | Име и презиме (Време старешина)             | Напомене |
| ------- | ------------------------------------------- | --- |
|         | митрополит Мелентије Павловић 1831—1833     | Србин |
|         | митрополит Петар Јовановић (1833—1859)      | |
|         | митрополит Михаило Јовановић (1859—1881)    | 1879. митрополија је добила аутокефалност Када је аустрофилска српска влада 1881. протерала митрополита Михаила Мојсеј Вересић је био админитратор митрополије до 1883, када је српска влада наметнула митрополита Теодосија. |
|         | митрополит Теодосије Мраовић (1883—1889),   | |
|         | митрополит Михаило Јовановић (1889—1898),   | Поново београдски Митрополит |
|         | митрополит Инокентије Павловић (1898—1905), | |
|         | митрополит Димитрије (1905—1920),           | 1920. уздигнут у ранг патријарха |